# Route nationale 509a
La route nationale 509a ou RN 509a était une route nationale française reliant Veyrier-du-Lac à Doussard. À la suite de la réforme de 1972, elle a été déclassée en RD 909a.

## Ancien tracé
- Veyrier-du-Lac
- Menthon-Saint-Bernard
- Talloires
- Doussard